# Michael Baskette
Michael „Elvis“ Baskette (* 14. September 1970 in Kalifornien) ist seit 1998 ein amerikanischer Musikproduzent und Songwriter aus Orlando, Florida. 
Dort besitzt er ein Studio. Er hat unter anderem mit Musikern wie Slash und Myles Kennedy zusammengearbeitet. Zu seinen Genres gehören Heavy Metal, Nu Metal, Metalcore, Hard Rock und Alternative Rock.